# Club Sportif de Hammam Lif
Il Club Sportif de Hammam Lif (in arabo النادي الرياضي لحمام الأنف), noto come Hammam Lif o con l'acronimo CSHL, è una società calcistica tunisina di Hammam Lif. Milita nella Ligue Professionelle 2, la seconda divisione del campionato tunisino di calcio.
Disputa le partite casalinghe allo Stade Bou Kornine. 

## Palmarès

### Competizioni nazionali
- Campionato tunisino: 4

1950-1951, 1953-1954, 1954-1955, 1955-56
- Coppa di Tunisia: 9

1946-1947, 1947-1948, 1948-1949, 1949-1950, 1950-1951, 1953-1954, 1954-1955, 1984-1985, 2000-2001
- Supercoppa di Tunisia: 1

1984
- Campionato tunisino di seconda divisione: 5

1963-1964, 1971-1972, 1996-1997, 2017-2018, 2020-2021

### Altri piazzamenti
- Coppa di Tunisia:

Semifinalista: 2014-2015, 2016-2017
- Coppa di Lega tunisina:

Finalista: 2006-2007
- Supercoppa di Tunisia:

Finalista: 2001
- Campionato tunisino di seconda divisione:

Secondo posto: 1988-1989, 1999-2000
- Coppa delle Coppe d'Africa:

Semifinalista: 1986